# Trifurcula puplesisi
Trifurcula puplesisi là một loài bướm đêm thuộc họ Nepticulidae. Nó được tìm thấy ở Caspian Sea area in châu Âu và miền nam Turkmenistan
Sải cánh dài 6.2–8 mm đối với con đực và about 7.3 mm đối với con cái. Adults were được tìm thấy ở a steppe almost desert area in tháng 5, tháng 6 và tháng 7.